# المسطاري شقرون
المسطاري شقرون، ولد بمدينة بنزرت عام 1942، رسام تونسي. درس بمدرسة الفنون الجميلة بتونس فيما بين 1960 و1966، وعمل مصمم مناظر بمؤسسة الإذاعة والتلفزة التونسية.

## معارضه
أقام أول معرض له عام 1970 بقاعة يحيى بالعاصمة التونسية، ثم توالت معارضة كما يلي:
- 1977 بقاعة دار الثقافة ابن رشيق بتونس
- 1979 برواق التصوير- تونس
- 1980 بقاعة الأخبار- تونس

كما شارك في العديد من المعارض الجماعية التي انتظمت بتونس وببلدان أخرى منها: ألمانيا، البرازيل، بلجيكا، الكويت، مصر...
1. 1 2 3 4 5 6 7   https://www.turess.com/fr/letemps/92521. {{استشهاد ويب}}: |url= بحاجة لعنوان (مساعدة) والوسيط |title= غير موجود أو فارغ (من ويكي بيانات) (مساعدة)